# Antoine Argoud

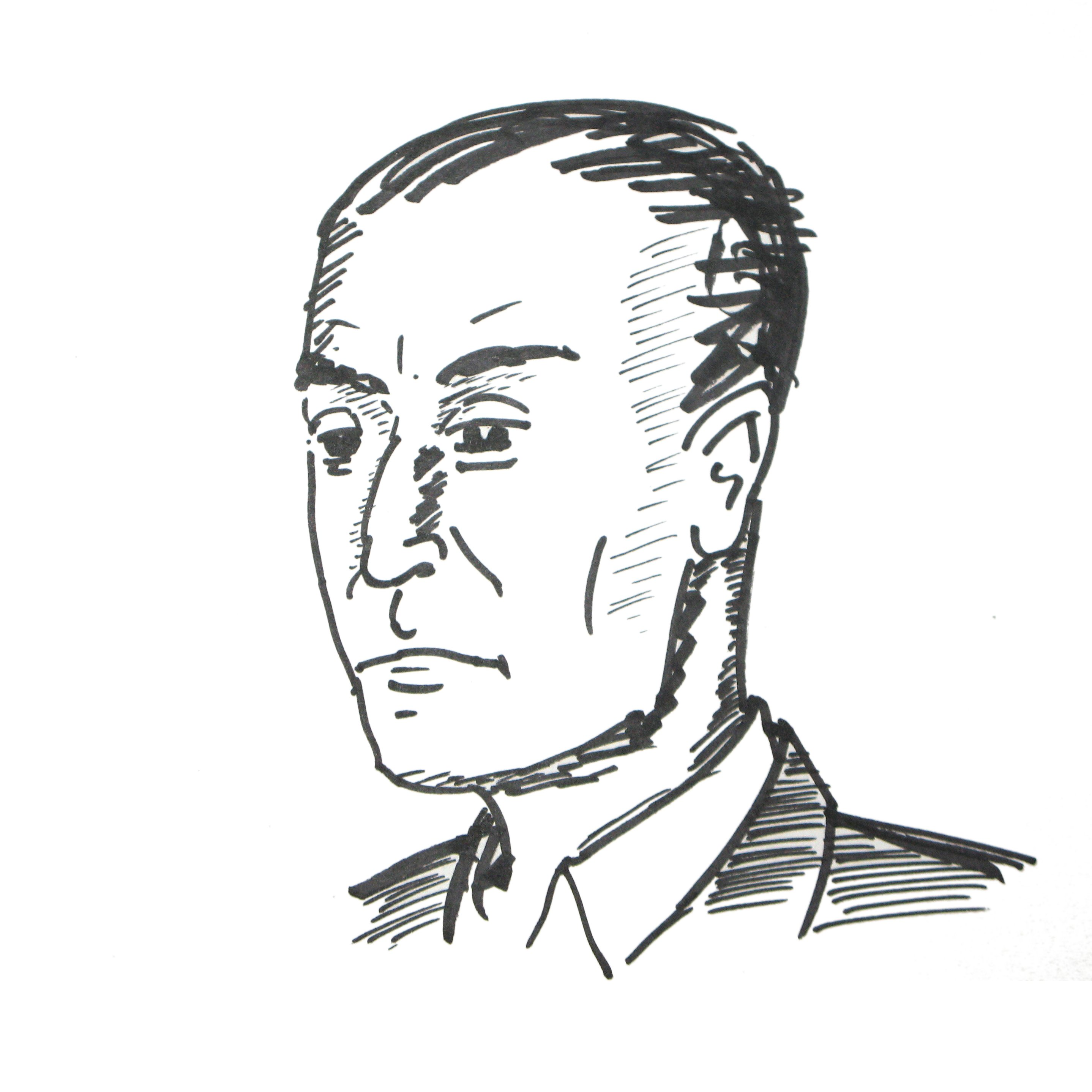
Antoine Argoud

Antoine Argoud (* 26. Juni 1914 in Darney; † 10. Juni 2004 in Vittel) war ein französischer Offizier und ein führendes Mitglied der Organisation de l’armée secrète (OAS, deutsch: "Organisation der geheimen Armee").

## Leben
Ausgebildet in der französischen Elitehochschule École polytechnique trat er 1934 seinen Dienst als Offizier einer Panzerdivision an. Während des Zweiten Weltkriegs gehörte er der französischen Armee des Vichy-Regimes an und wurde bei Frankreichs Kolonialarmee in Algerien stationiert. Im November 1942 besetzte die deutsche Wehrmacht das bislang vom Vichy-Regime verwaltete Südfrankreich. Die französische Armee wurde aufgelöst. Arnoud schloss sich der giraudistischen Widerstandsorganisation Organisation de résistance de l’armée (ORA) an. Die Alliierten waren gegen die deutsch-italienischen Truppen bis nach Algerien vorgerückt, wo Argoud die ORA mobilisiert hatte. Mit der 2. Panzerdivision beteiligte er sich an der Einnahme Tunesiens.
Nach Kriegsende 1945 besuchte Argoud die École de guerre in Saumur. Drei Jahre lang war er Berater im Generalstab von Jean de Lattre de Tassigny. Nach den Protesten für ein unabhängiges Algerien am 1. November 1954 formierte Argoud in der 7. Panzerdivision die Brigade Javelot im Kampf gegen die Unabhängigkeitsbewegung. 1956 bekam er während des Algerienkrieges als Oberst das Kommando über das 3e régiment de chasseurs d’Afrique. Er wandte die Französische Doktrin an, welche den undifferenzierten Einsatz von Kriegswaffen auch gegen Zivilbevölkerung vorsah. Er ging mit so harten Methoden (Vergeltungsschlägen, öffentlichen Erschießungskommandos, Folter) gegen algerische Unabhängigkeitskämpfer vor, dass er ermahnt und schließlich nach Paris zurückberufen wurde.
Im Winter 1960/61 bildete sich die OAS, mit der französische Offiziere und Generäle – gegen die Politik des Präsidenten Charles de Gaulle – den Verbleib Algeriens bei Frankreich erzwingen wollten. Antoine Argoud zählte neben Georges Bidault, Jacques Soustelle und Pierre Sergent zu den führenden Köpfen des militärischen Flügels der OAS. Nach dem so genannten „Barrikaden-Putsch“ und dem Attentat der OAS auf Präsident de Gaulle tauchte Argoud unter und wurde in Frankreich im August 1962 in Abwesenheit zum Tod verurteilt. Im Februar 1963 wurde Argoud mutmaßlich durch französische Barbouzes aus einem Hotel in München nach Paris entführt. Später wurde die Entführung deutschstämmigen, von Frankreich beauftragten Fremdenlegionären zugeschrieben. Die französische Regierung bestritt zwar offiziell ihre Beteiligung, Deutschland forderte aber am 30. Dezember 1963 Argouds Wiederauslieferung. Am gleichen Tag wurde er in Paris zu einer lebenslangen Haftstrafe verurteilt. Im Juni 1968 wurde Argoud im Zuge einer Generalamnestie begnadigt und aus dem Gefängnis entlassen. 1974 veröffentlichte er seine Memoiren mit dem Titel La décadence, l’imposture et la tragédie (Die Dekadenz, der Betrug und die Tragödie): er bereue nichts, die Aufgabe Algeriens bleibe eine Infamie.
Argoud starb am 10. Juni 2004 in Vittel in den Vogesen.